# Rejon dmitrowski (obwód moskiewski)
Rejon dmitrowski (ros. Дмитровский район) – jednostka administracyjna w Rosji, w północnej części obwodu moskiewskiego. Centrum administracyjne rejonu - miasto Dmitrow.

## Geografia
Rejon zajmuje powierzchnię 2160 km². Rozciągnięty na około 70 km w kierunku północ - południe i 40 km z zachodu na wschód. Graniczy z rejonami tałdomskim, siergijewo-posadskim, puszkińskim, mytiszczyńskim, sołniecznogorskim i klińskim. Wszystkie z obwodu moskiewskiego.
Na północ od Dmitrowa rozpoczyna się Nizina Wołżsko-Dubnieńska, a na południe od miasta Grzęda Klińsko-Dmitrowska, gdzie znajduje się najwyżej położony punkt obwodu moskiewskiego - 228 m n.p.m. Klimat umiarkowano kontynentalny. Średnia roczna temperatura wynosi +3,3 °C, średnia temperatura stycznia -10 °C (rekordowa -48 °C) a średnia czerwca +18 °C (rekordowa +36 °C). Na terytorium rejonu występują źródła wód mineralnych.

## Demografia
W 2002 roku rejon liczył 149,8 tys. mieszkańców.
Miasta: Dmitrow (62,2 tys. mieszkańców), Jachroma (13,3 tys. mieszkańców).
Osiedla typu miejskiego: Niekrasowskij (9,7 tys. mieszkańców), Diedieniewo (6,5 tys. mieszkańców), Iksza (3,7 tys. mieszkańców).
Większe wsie: Nowo-Sińkowo (6,4 tys. mieszkańców), Rogaczowo (3,4 tys. mieszkańców).